# Apicia yssone
Apicia yssone är en fjärilsart som beskrevs av Dyar 1916. Apicia yssone ingår i släktet Apicia och familjen mätare. Inga underarter finns listade i Catalogue of Life.